# Comostolopsis intensa
Comostolopsis intensa är en fjärilsart som beskrevs av Louis Beethoven Prout 1915. Comostolopsis intensa ingår i släktet Comostolopsis och familjen mätare. Inga underarter finns listade i Catalogue of Life.